# Vapor Transmission
Vapor Transmission – drugi album amerykańskiego zespołu Orgy, wydany w 2000 roku.
Według danych z kwietnia 2002 album sprzedał się w nakładzie 319,759 egzemplarzy na terenie Stanów Zjednoczonych.

## Lista utworów
1. "Vapor Transmission (Intro)"
2. "Suckerface"
3. "The Odyssey"
4. "Opticon"
5. "Fiction (Dreams In Digital)"
6. "Eva"
7. "107"
8. "Dramatica"
9. "Eyes-Radio-Lies"
10. "Saving Faces"
11. "Re-Creation"
12. "Chasing Sirens"
13. "Where's Gerrold"